# Univerza za glasbo in uprizoritvene umetnosti Dunaj
Univerza za glasbo in uprizoritvene umetnosti Dunaj (izvirno nemško Universität für Musik und darstellende Kunst Wien) je bila ustanovljena leta 1808. Izobražuje glasbenike in gledališke umetnike vseh profilov.
Med profesorji so tudi Sloveci:
za klasični saksofon Oto Vrhovnik,
za dirigiranje Uroš Lajovic (gostujoči profesor med 1989-91, redni profesor med 1991-2012 ter profesor emeritus od 2012) 